# Micrelenchus sanguineus cryptus
Micrelenchus sanguineus cryptus es una subespecie de molusco gasterópodo de la familia Trochidae. 

## Distribución geográfica
Se encuentra en la  Isla Sur de Nueva Zelanda.